# Джон Гобен
Джон Гобен (англ. John Hoben, травень 1884 — 5 липня 1915) — американський академічний веслувальник.
Срібний призер Олімпійських Ігор 1904 року в складі парної двійки.